# Rino Di Silvestro
Rino Di Silvestro, né le 30 janvier 1932 à Rome et mort dans la même ville le 3 octobre 2009, est un réalisateur, scénariste, producteur et acteur italien. 

## Biographie
Né à Rome, Rino Di Silvesto est d'abord devenu célèbre grâce à une pièce de théâtre, Op bop pop nip, qu'il a écrite et représentée au Teatro delle Muse dans sa ville natale de 1962 à 1966. Après avoir écrit plusieurs scénarios de films, il réalise son premier film La Vie sexuelle dans une prison pour femmes en 1973. Utilisant parfois des pseudonymes, ses deux genres de prédilection sont le women in prison et la nazisploitation. Mort à 77 ans en 2009, il laisse 8 films pour le moins controversés.

## Filmographie
- 1973 : La Vie sexuelle dans les prisons de femmes (Diario segreto da un carcere femminile)
- 1974 : Dossier rose de la prostitution (Prostituzione)
- 1976 : La Louve sanguinaire (La lupa mannara)
- 1976 : Les Déportées de la section spéciale SS (Le deportate della sezione speciale SS)
- 1979 : Baby Love (it)
- 1980 : Bello di mamma (it)
- 1984 : À seize ans dans l'enfer d'Amsterdam (Hanna D. - La ragazza del Vondel Park)
- 1984 : Les Nuits chaudes de Cléopâtre (Sogni erotici di Cleopatra)